# 弗蘭克·多靈頓·沃德

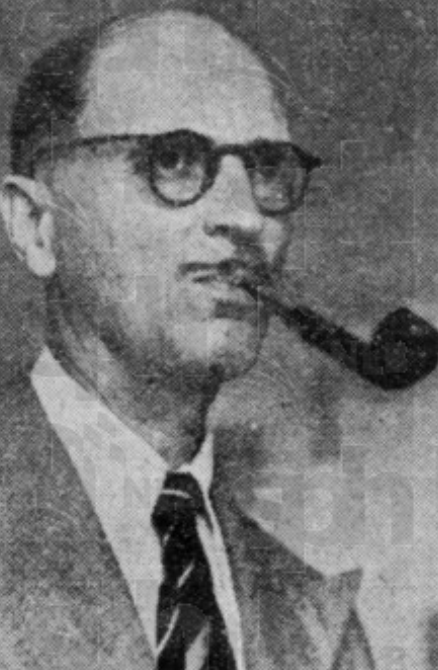
弗蘭克·多靈頓·沃德

弗蘭克·多靈頓·沃德（英語：Frank Dorrington Ward，1885年4月17日—1972年）是一位英国建筑师，曾经担任海峡殖民地公共工程部门的首席建筑师。他设计过新加坡的几座建筑物，如今已列入新加坡国家古迹成为著名地标，例如：旧最高法院大楼。